# メリハ・イスマイロール
メリハ・イスマイルロール・ディケン（Meliha İsmailoğlu Diken、1993年9月17日 - ）は、トルコの女子バレーボール選手。トルコ代表。

## 来歴
ボスニア・ヘルツェゴビナのグラダチャツ出身。8歳のときにバレーボールを始める。2011年にİller Bankasıに加入し、3シーズンプレーした。2014年、トルコ代表に初選出される。同年のヨーロッパリーグでは金メダルを獲得した。ワールドグランプリでレギュラーに抜擢されると4位となった。2018年のネーションズリーグでは銀メダル獲得に大きく貢献した。同年10月の世界選手権に出場した。2021年開催の東京2020オリンピックに出場した。
2014-15シーズンから3シーズン、トルコの強豪クラブフェネルバフチェでプレーし、2017-18シーズンからはエジザージュバシュでプレーしている。

## 球歴
- オリンピック - 2021年、2024年
- 世界選手権 - 2014年、2018年
- ワールドグランプリ - 2014年、2017年
- ネーションズリーグ - 2018年、2019年、2021年

## 所属クラブ
- İller Bankası（2011-2014年）
- フェネルバフチェ（2014-2017年）
- エジザージュバシュ（2017-2019年）
- ワクフバンク（2019-2021年）
- フェネルバフチェ（2021-）